# Mieczysław Turyn
Mieczysław Turyn (ur. 2 września 1921 w Stanisławowie, zm. 9 września 2011 w Warszawie) – polski działacz partyjny i państwowy, inżynier budownictwa, oficer Ludowego Wojska Polskiego, podsekretarz stanu w Ministerstwie Komunikacji (1965–1969).

## Życiorys
Syn Filipa i Emilii. Uczył się w uczył się w Szkole Podstawowej przy Seminarium Nauczycielskim, I Gimnazjum Państwowym im. Mieczysława Romanowskiego w Stanisławowie, w 1939 zdał maturę w IV Liceum im. Władysława IV w Warszawie. Od 1939 do 1941 studiował na Wydziale Inżynierii Lądowej Politechniki Lwowskiej, w 1941 ewakuował się w głąb ZSRR. Pracował początkowo jako mechanik w warsztatach rolnych, potem jako kierowca i traktorzysta. W 1942 zmobilizowany do hufców pracy, zajmował się budową Nadwołżańskiej Linii Kolejowej.
Na początku 1944 zgłosił się do Ludowego Wojska Polskiego, uzyskał kwalifikację na podporucznika sapera w Szkole Oficerskiej w Riazaniu. Uczestniczył w walkach z wojskami III Rzeczy. Uczył się także w Oficerskiej Szkole Saperów w Przemyślu (przemianowanej i przeniesionej na Dolny Śląsk jako Oficerska Szkoła Inżynieryjno-Saperska we Wrocławiu). W latach 1948–1951 dokończył studia w ramach tzw. kompanii akademickiej, uzyskując tytuł magistra inżyniera budownictwa lądowego na Politechnice Wrocławskiej (specjalność budowa mostów). Od 1947 należał do Polskiej Partii Robotniczej, w 1948 przekształconej w Polską Zjednoczoną Partię Robotniczą. Jako żołnierz wojsk inżynieryjnych od 1952 do 1953 działał w sztabie Dowództwa Krakowskiego Okręgu Wojskowego. Po jego rozformowaniu w kwietniu 1954 przeszedł do cywila w stopniu majora, później uzyskał rangę pułkownika w stanie spoczynku.
W 1954 został projektantem w Biurze Projektów Budownictwa Kolejowego w Krakowie, następnie kierownikiem Przedsiębiorstwa Robót Kolejowych Nr 9 w Krakowie. W 1956 objął stanowisko naczelnego inżyniera BPBK w Krakowie, a następnie dyrektora Przedsiębiorstw Robót Kolejowych Nr 15 w Warszawie (1958) i Zjednoczenia Przedsiębiorstw Robót Kolejowych w Warszawie (1960). Od października 1965 do października 1969 sprawował funkcję podsekretarza stanu w Ministerstwie Komunikacji.
16 września 2011 pochowany na Cmentarzu Powązkowskim w Warszawie.

## Odznaczenia
Odznaczony medalami państwowymi i wojskowymi, m.in. Medalem 10-lecia Polski Ludowej (1954).